# 枝穗山矾
枝穗山矾（学名：Symplocos multipes）为山矾科山矾属下的一个种。

## 扩展阅读
- 維基物種上的相關：枝穗山矾